# División de Honor de rugby 2023-24
La División de Honor de rugby 2023-24 fue la 57.ª temporada de la División de Honor, la máxima categoría del rugby español.

## Formato
Los puntos se otorgan de la siguiente manera:
- 4 puntos por una victoria
- 2 puntos por empate
- 1 punto de bonificación al equipo que anota 4 ensayos o más en un partido
- 1 punto de bonificación al equipo que pierde un partido por 7 puntos o menos

La competición está formada por doce equipos. Consiste en una primera fase con formato todos contra todos. Posteriormente se dividen en dos grupos: los seis primeros, se clasifican al grupo A y los seis restantes, al B. Estos grupos jugarán una segunda fase de todos contra todos de cinco partidos. Los puntos de la fase uno se arrastrarán a la fase dos. Posteriormente se realizará un playoff entre los equipos del grupo A y los dos primeros clasificados del B.

## Ascenso y descenso
La División de Honor B está formada por tres grupos regionales. Los ocho mejores equipos de los tres grupos juegan entre sí; el campeón asciende a División de Honor, a expensas del equipo que finaliza último en la División de Honor. El subcampeón jugó una eliminatoria contra el undécimo equipo de la máxima categoría para decidir quién ocupa la plaza en ella la próxima temporada: 
|  | Ingenieros Industriales Las Rozas Rugby | Ingenieros Industriales Las Rozas Rugby | 3  |  |
|  | Ingenieros Industriales Las Rozas Rugby | Ingenieros Industriales Las Rozas Rugby | 3  |  |
|  | FC Barcelona Rugby                      | FC Barcelona Rugby                      | 34 |  |
|  | FC Barcelona Rugby                      | FC Barcelona Rugby                      | 34 |  |

## Equipos
| Equipo                        | Estadio                             | Capacidad | Ubicación                           |
| ----------------------------- | ----------------------------------- | --------- | ----------------------------------- |
| Recoletas Burgos - Caja Rural | C. D. San Amaro                     | 1 000     | Burgos, Castilla y León             |
| Labiana Real Ciencias         | Instalaciones Deportivas La Cartuja | 3 000     | Sevilla, Andalucía                  |
| Club de Rugby Cisneros        | Estadio Complutense                 | 12 400    | Madrid, Madrid                      |
| Club de Rugby El Salvador     | Campos de Pepe Rojo                 | 5 000     | Valladolid, Castilla y León         |
| FC Barcelona Rugby            | La Teixonera                        | 500       | Barcelona, Cataluña                 |
| Les Abelles Rugby Club        | Polideportivo Quatre Carreres       | 500       | Valencia, Comunidad Valenciana      |
| AMPO Ordizia Rugby Elkartea   | Estadio Municipal de Altamira       | 1 000     | Villafranca de Ordizia, País Vasco  |
| Pasek Belenos Rugby           | Estadio Yago Lamela                 | 1 163     | Avilés, Asturias                    |
| Pozuelo Rugby Unión           | Valle de las Cañas                  | 500       | Pozuelo de Alarcón, Madrid          |
| Unió Esportiva Santboiana     | Baldiri Aleu                        | 3 500     | San Baudilio de Llobregat, Cataluña |
| VRAC Quesos Entrepinares      | Campos de Pepe Rojo                 | 5 000     | Valladolid, Castilla y León         |
| Silicius Alcobendas Rugby     | Campo de Las Terrazas               | 2 000     | Alcobendas, Madrid                  |

## Primera fase
| | Equipo                        | Puntos | J  | G  | E | P | PF  | PC  | DP   | EF | EC | DE  | BO | BD |
| --------------------------------------------------------------------------------------------------- | ----------------------------- | ------ | -- | -- | - | - | --- | --- | ---- | -- | -- | --- | -- | -- |
| 1                                                                                                   | Recoletas Burgos - Caja Rural | 49     | 11 | 10 | 0 | 1 | 441 | 207 | 234  | 61 | 22 | 39  | 8  | 1  |
| 2                                                                                                   | VRAC Quesos Entrepinares      | 47     | 11 | 10 | 0 | 1 | 315 | 114 | 201  | 39 | 9  | 30  | 6  | 1  |
| 3                                                                                                   | Labiana Real Ciencias         | 32     | 11 | 6  | 1 | 4 | 316 | 237 | 79   | 39 | 26 | 13  | 2  | 4  |
| 4                                                                                                   | Silicius Alcobendas Rugby     | 28     | 11 | 6  | 0 | 5 | 288 | 283 | 5    | 35 | 39 | -4  | 1  | 3  |
| 5                                                                                                   | UE Santboiana                 | 28     | 11 | 6  | 1 | 4 | 280 | 290 | -10  | 33 | 37 | -4  | 1  | 1  |
| 6                                                                                                   | CR El Salvador                | 24     | 11 | 5  | 1 | 5 | 264 | 256 | 8    | 33 | 31 | 2   | 2  | 0  |
| 7                                                                                                   | CR Complutense Cisneros       | 19     | 11 | 4  | 0 | 7 | 270 | 275 | -5   | 30 | 37 | -7  | 1  | 2  |
| 8                                                                                                   | Barça Rugby                   | 19     | 11 | 4  | 0 | 7 | 285 | 377 | -92  | 39 | 46 | -7  | 1  | 2  |
| 9                                                                                                   | Ordizia RE                    | 18     | 11 | 4  | 0 | 7 | 266 | 338 | -72  | 25 | 40 | -15 | 0  | 2  |
| 10                                                                                                  | CP Les Abelles                | 16     | 11 | 4  | 1 | 6 | 197 | 267 | -70  | 27 | 33 | -6  | 0  | 0  |
| 11                                                                                                  | Pasek Belenos RC              | 16     | 11 | 3  | 0 | 8 | 190 | 335 | -145 | 20 | 40 | -20 | 1  | 0  |
| 12                                                                                                  | Pozuelo RU                    | 9      | 11 | 2  | 0 | 9 | 240 | 373 | -133 | 30 | 51 | -21 | 0  | 4  |
| En verde los equipos que pasan al grupo A, en gris el grupo B. Fuente: Federación Española de Rugby |                               |        |    |    |   |   |     |     |      |    |    |     |    |    |

## Segunda fase
| | Equipo                        | Puntos | J  | G  | E | P  | PF  | PC  | DP   | EF | EC | DE  | BO | BD |
| --- | ----------------------------- | ------ | -- | -- | - | -- | --- | --- | ---- | -- | -- | --- | -- | -- |
| 1 | Recoletas Burgos - Caja Rural | 66     | 16 | 14 | 0 | 2  | 551 | 302 | 249  | 73 | 30 | 43  | 8  | 2  |
| 2 | VRAC Quesos Entrepinares      | 56     | 15 | 12 | 0 | 3  | 400 | 205 | 195  | 51 | 20 | 31  | 6  | 2  |
| 3 | Labiana Real Ciencias         | 47     | 15 | 9  | 1 | 5  | 435 | 283 | 152  | 55 | 31 | 24  | 4  | 5  |
| 4 | CR El Salvador                | 39     | 16 | 8  | 1 | 7  | 372 | 337 | 35   | 46 | 42 | 4   | 4  | 1  |
| 5 | Silicius Alcobendas Rugby     | 34     | 16 | 7  | 0 | 9  | 367 | 395 | -28  | 43 | 53 | -10 | 0  | 5  |
| 6 | UE Santboiana                 | 33     | 16 | 7  | 1 | 8  | 338 | 424 | -86  | 38 | 54 | -16 | 1  | 2  |
| 7 | CR Complutense Cisneros       | 37     | 16 | 8  | 0 | 8  | 444 | 393 | 51   | 52 | 52 | 0   | 2  | 3  |
| 8 | CP Les Abelles                | 30     | 16 | 7  | 1 | 8  | 304 | 377 | -73  | 39 | 45 | -6  | 0  | 2  |
| 9 | Ordizia RE                    | 29     | 16 | 6  | 0 | 10 | 392 | 453 | -61  | 42 | 52 | -10 | 1  | 4  |
| 10 | Pozuelo RU                    | 26     | 16 | 6  | 0 | 10 | 334 | 451 | -117 | 35 | 54 | -19 | 1  | 1  |
| 11 | Barça Rugby                   | 26     | 16 | 5  | 0 | 11 | 393 | 510 | -117 | 50 | 61 | -11 | 1  | 5  |
| 12 | Pasek Belenos RC              | 21     | 16 | 4  | 0 | 12 | 348 | 548 | -200 | 44 | 74 | -30 | 0  | 5  |
| En verde los equipos que pasan a play-off en la jornada 4. En rojo el equipo que desciende directamente. En naranja el equipo que juega la promoción contra el subcampeón de la División de Honor B. Fuente: Federación Española de Rugby; |                               |        |    |    |   |    |     |     |      |    |    |     |    |    |

El partido entre VRAC Quesos Entrepinares y Labiana Real Ciencias de la jornada 16 no se disputó debido a una huelga por impagos a jugadores del conjunto andaluz.

## Fase final
|  | Cuartos de final              | Cuartos de final    |                          |                               | Semifinales        | Semifinales        |  |                               | Final              | Final              |  |
|  | 21 de abril de 2024           | 21 de abril de 2024 |                          |                               | 19 de mayo de 2024 | 19 de mayo de 2024 |  |                               | 26 de mayo de 2024 | 26 de mayo de 2024 |  |
|  |                               |                     |                          |                               |                    |                    |  |                               |                    |                    |  |
|  |                               |                     |                          |                               |                    |                    |  |                               |                    |                    |  |
|  | Recoletas Burgos - Caja Rural | 53                  |                          |                               |                    |                    |  |                               |                    |                    |  |
|  | Recoletas Burgos - Caja Rural | 53                  |                          |                               |                    |                    |  |                               |                    |                    |  |
|  | CP Les Abelles                | 7                   |                          |                               |                    |                    |  |                               |                    |                    |  |
|  | CP Les Abelles                | 7                   |                          | Recoletas Burgos - Caja Rural | 16                 |                    |  |                               |                    |                    |  |
|  |                               |                     |                          | Recoletas Burgos - Caja Rural | 16                 |                    |  |                               |                    |                    |  |
|  |                               |                     | CR El Salvador           | 12                            |                    |                    |  |                               |                    |                    |  |
|  | CR El Salvador                | 36                  | CR El Salvador           | 12                            |                    |                    |  |                               |                    |                    |  |
|  | CR El Salvador                | 36                  |                          |                               |                    |                    |  |                               |                    |                    |  |
|  | Silicius Alcobendas Rugby     | 17                  |                          |                               |                    |                    |  |                               |                    |                    |  |
|  | Silicius Alcobendas Rugby     | 17                  |                          |                               |                    |                    |  | Recoletas Burgos - Caja Rural | 19                 |                    |  |
|  |                               |                     |                          |                               |                    |                    |  | Recoletas Burgos - Caja Rural | 19                 |                    |  |
|  |                               |                     | VRAC Quesos Entrepinares | 20                            |                    |                    |  |                               |                    |                    |  |
|  | VRAC Quesos Entrepinares      | 30                  | VRAC Quesos Entrepinares | 20                            |                    |                    |  |                               |                    |                    |  |
|  | VRAC Quesos Entrepinares      | 30                  |                          |                               |                    |                    |  |                               |                    |                    |  |
|  | CR Complutense Cisneros       | 21                  |                          |                               |                    |                    |  |                               |                    |                    |  |
|  | CR Complutense Cisneros       | 21                  |                          | VRAC Quesos Entrepinares      | 14                 |                    |  |                               |                    |                    |  |
|  |                               |                     |                          | VRAC Quesos Entrepinares      | 14                 |                    |  |                               |                    |                    |  |
|  |                               |                     | Labiana Real Ciencias    | 10                            |                    |                    |  |                               |                    |                    |  |
|  | Labiana Real Ciencias         | 37                  | Labiana Real Ciencias    | 10                            |                    |                    |  |                               |                    |                    |  |
|  | Labiana Real Ciencias         | 37                  |                          |                               |                    |                    |  |                               |                    |                    |  |
|  | UE Santboiana                 | 15                  |                          |                               |                    |                    |  |                               |                    |                    |  |
|  | UE Santboiana                 | 15                  |                          |                               |                    |                    |  |                               |                    |                    |  |
|  |                               |                     |                          |                               |                    |                    |  |                               |                    |                    |  |

## Estadísticas

### Máximos anotadores (ensayos)
| Pos | Nombre         | Ensayos | Equipo                        |
| --- | -------------- | ------- | ----------------------------- |
| 1   | Felipe Alegría | 21      | Barça Rugby                   |
| 2   | Roy Jon Lura   | 13      | Silicius Alcobendas Rugby     |
| 3   | Egoitz García  | 11      | Ordizia Rugby Elkartea        |
| 4   | Tani Bay       | 10      | Recoletas Burgos - Caja Rural |
| 5   | Martin du Toit | 8       | CR El Salvador                |

### Máximos anotadores (puntos)
| Pos | Nombre               | Puntos | Equipo                        |
| --- | -------------------- | ------ | ----------------------------- |
| 1   | Tomás Carrió         | 194    | Recoletas Burgos - Caja Rural |
| 2   | Santiago Ortega      | 161    | CR El Salvador                |
| 3   | Baltazar Taibo       | 158    | VRAC Quesos Entrepinares      |
| 4   | Johann Eschenbach    | 147    | Pozuelo Rugby Union           |
| 5   | Matías Daniel Jabase | 141    | Ordizia Rugby Elkartea        |